# Station Leignon
Station Leignon is een spoorwegstation langs spoorlijn 162 (Namen - Aarlen - Luxemburg) in Leignon, een deelgemeente van de Belgische stad Ciney. Het is een station zonder loketten. Het station is ook niet toegankelijk voor rolstoelgebruikers.

## Treindienst
| Serie              | Treinsoort          | Route                                                                                             | Bijzonderheden                                                           |
| ------------------ | ------------------- | ------------------------------------------------------------------------------------------------- | ------------------------------------------------------------------------ |
| L 6150             | L-trein (NMBS)      | Ciney – Leignon – Rochefort-Jemelle                                                               |                                                                          |
| P 7610/8610        | Piekuurtrein (NMBS) | Libramont – Leignon – Ciney                                                                       | Rijdt alleen op werkdagen.                                               |
| P 7620/8620RE 8600 | Piekuurtrein (NMBS) | [ Luxemburg – Virton ] / [ [ Aarlen – Virton – ] / [ Dinant – ] Libramont – [ Leignon – Ciney ] ] | Een rechtstreekse trein Aarlen - Libramont. Een trein Libramont - Ciney. |

## Galerij

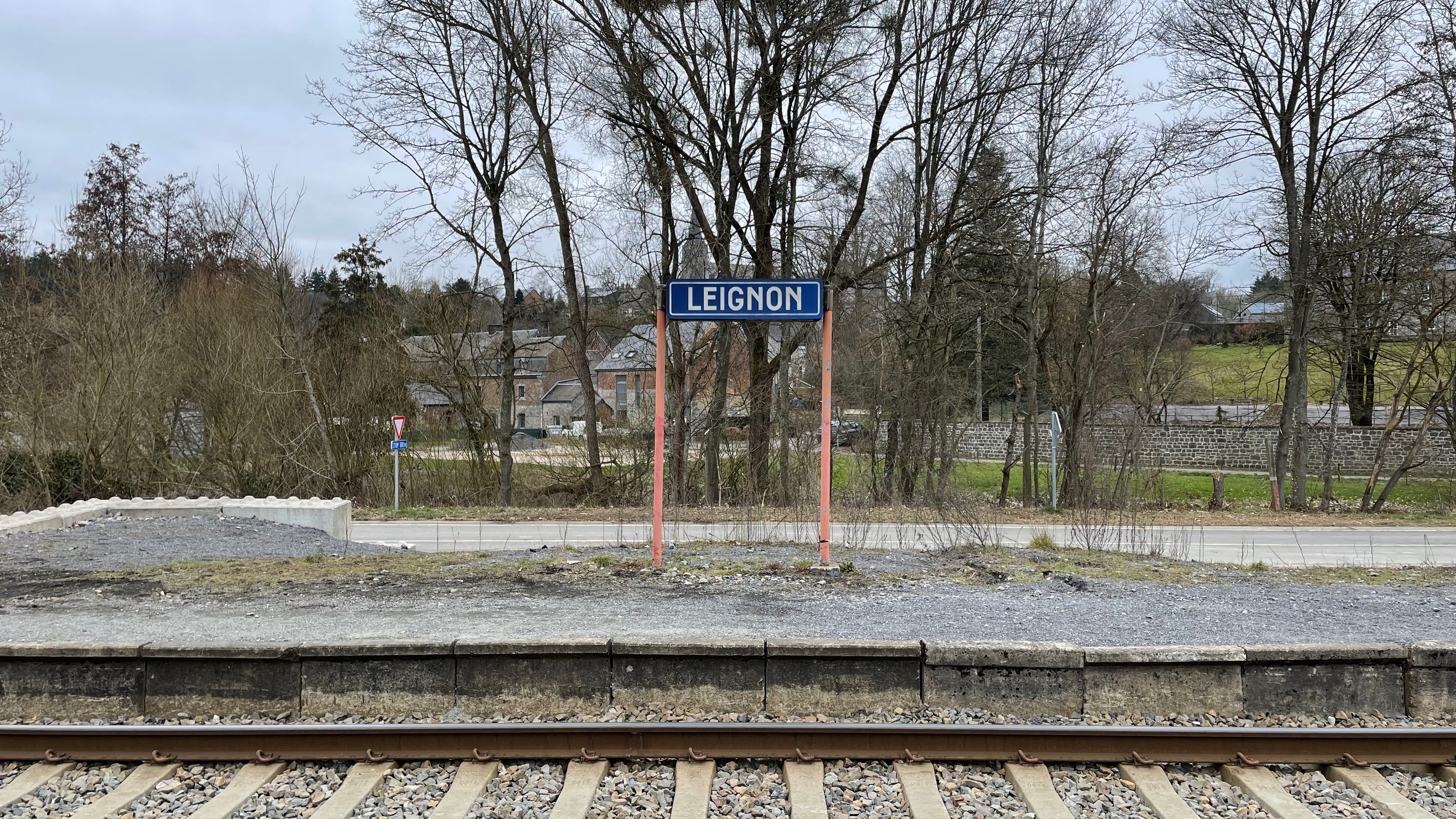
Plaatsnaambord
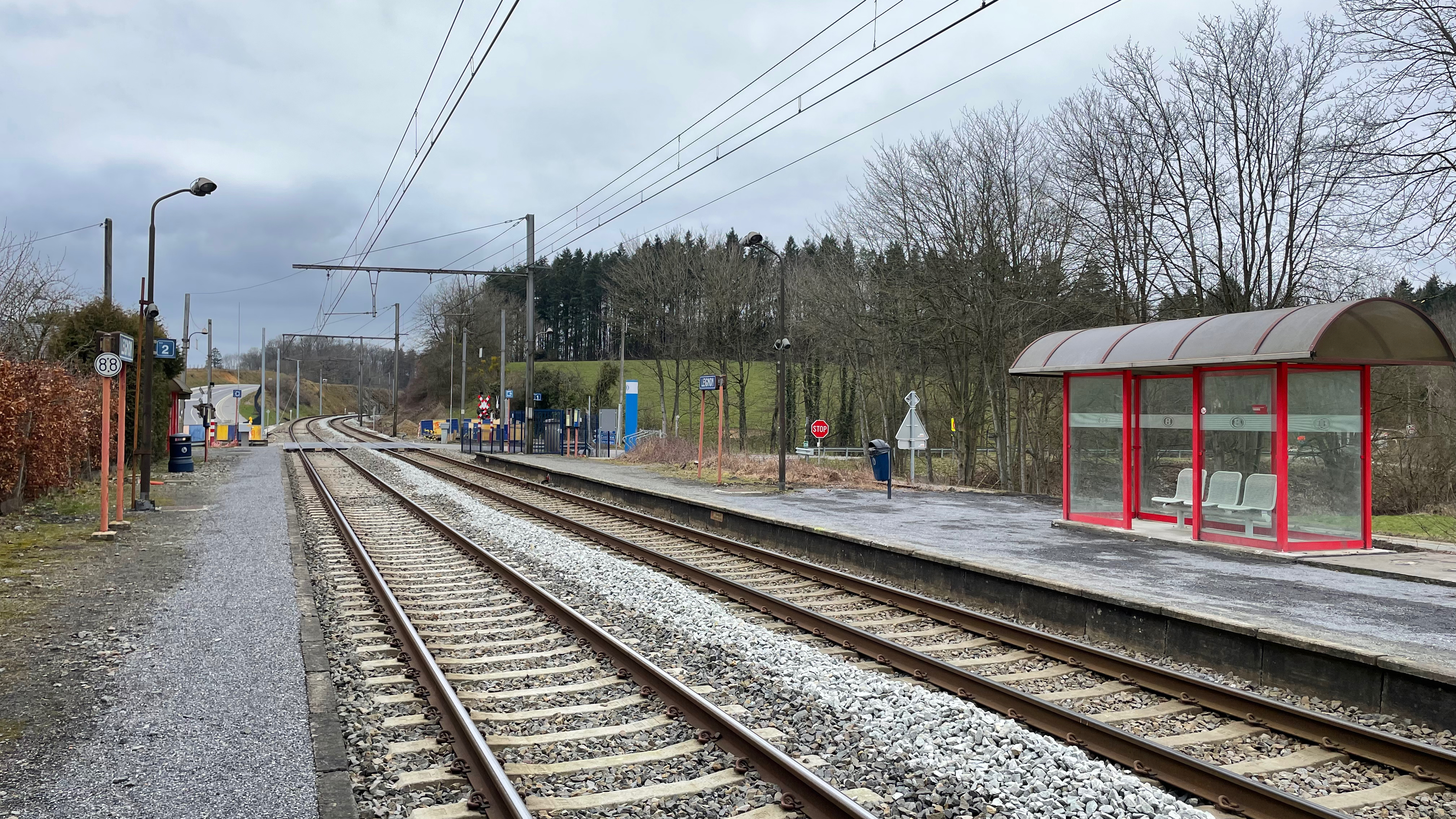
Zicht op het perron

## Reizigerstellingen
De grafiek en tabel geven het gemiddeld aantal instappende reizigers weer op een week-, zater- en zondag.
| Tabel: aantal instappende reizigers station Leignon | Tabel: aantal instappende reizigers station Leignon | Tabel: aantal instappende reizigers station Leignon | Tabel: aantal instappende reizigers station Leignon |
|                                                     | Weekdag                                             | Zaterdag                                            | Zondag                                              |
| --------------------------------------------------- | --------------------------------------------------- | --------------------------------------------------- | --------------------------------------------------- |
| 1977                                                | 50                                                  | 17                                                  | 16                                                  |
| 1978                                                | 50                                                  | 16                                                  | 9                                                   |
| 1979                                                | 51                                                  | 11                                                  | 11                                                  |
| 1980                                                | 64                                                  | 13                                                  | 13                                                  |
| 1981                                                | 48                                                  | 14                                                  | 16                                                  |
| 1982                                                | 47                                                  | 12                                                  | 9                                                   |
| 1983                                                | 43                                                  | 11                                                  | 21                                                  |
| 1984                                                | 44                                                  | 8                                                   | 9                                                   |
| 1985                                                | 44                                                  | 19                                                  | 14                                                  |
| 1986                                                | 59                                                  | 15                                                  | 13                                                  |
| 1987                                                | 48                                                  | 17                                                  | 31                                                  |
| 1988                                                | 39                                                  | 17                                                  | 9                                                   |
| 1989                                                | 51                                                  | 12                                                  | 5                                                   |
| 1990                                                | 38                                                  | 13                                                  | 17                                                  |
| 1991                                                | 40                                                  | 13                                                  | 9                                                   |
| 1992                                                | 34                                                  | 11                                                  | 10                                                  |
| 1993                                                | 18                                                  | -                                                   | -                                                   |
| 1994                                                | 14                                                  | -                                                   | -                                                   |
| 1995                                                | 16                                                  | -                                                   | -                                                   |
| 1996                                                | 30                                                  | -                                                   | -                                                   |
| 1997                                                | 31                                                  | -                                                   | -                                                   |
| 1998                                                | 32                                                  | -                                                   | -                                                   |
| 1999                                                | 27                                                  | -                                                   | -                                                   |
| 2000                                                | 31                                                  | -                                                   | -                                                   |
| 2001                                                | 24                                                  | -                                                   | -                                                   |
| 2002                                                | 30                                                  | -                                                   | -                                                   |
| 2003                                                | 30                                                  | 6                                                   | 6                                                   |
| 2004                                                | 32                                                  | 11                                                  | 4                                                   |
| 2005                                                | 38                                                  | 13                                                  | 9                                                   |
| 2006                                                | 30                                                  | 12                                                  | 9                                                   |
| 2007                                                | 29                                                  | 12                                                  | 28                                                  |
| 2008                                                | -                                                   | -                                                   | -                                                   |
| 2009                                                | 44                                                  | 10                                                  | 11                                                  |
| 2010                                                | -                                                   | -                                                   | -                                                   |
| 2011                                                | -                                                   | -                                                   | -                                                   |
| 2012                                                | 30                                                  | 15                                                  | 39                                                  |
| 2013                                                | 46                                                  | 6                                                   | 9                                                   |
| 2014                                                | 77                                                  | 24                                                  | 42                                                  |
| 2015                                                | 45                                                  | 15                                                  | 9                                                   |
| 2016                                                | 43                                                  | 17                                                  | 14                                                  |
| 2017                                                | 50                                                  | 21                                                  | 12                                                  |
| 2018                                                | 35                                                  | 16                                                  | 17                                                  |
| 2019                                                | 45                                                  | 22                                                  | 8                                                   |
| 2020                                                | 20                                                  | 5                                                   | 5                                                   |
| 2021                                                | -                                                   | -                                                   | -                                                   |
| 2022                                                | 34                                                  | 14                                                  | 9                                                   |
| 2023                                                | 37                                                  | 15                                                  | 13                                                  |
| 2024                                                | 49                                                  | 21                                                  | 16                                                  |

0,0: Namen ·
2,1: Jambes-Oost ·
5,0: Dave-Saint-Martin ·
7,8: Naninne ·
10,9: Sart-Bernard ·
14,0: Courrière ·
16,7: Assesse ·
18,3: Florée ·
20,5: Natoye ·
26,4: Braibant ·
29,0: Ciney ·
32,0: Leignon ·
32,9: Chapois ·
39,1: Haversin ·
45,8: Hogne ·
48,9: Aye ·
51,2: Marloie ·
57,6: Rochefort-Jemelle ·
60,0: Forrières ·
62,8: Lesterny ·
65,9: Grupont ·
72,1: Mirwart ·
76,2: Poix-Saint-Hubert ·
80,0: Hatrival ·
89,7: Libramont ·
94,8: Verlaine ·
98,5: Neufchâteau ·
100,4: Hamipré ·
105,0: Cousteumont ·
107,1: Lavaux ·
111,1: Mellier ·
114,8: Marbehan ·
115,9: Rulles ·
118,5: Houdemont ·
121,6: Habay ·
125,8: Hachy ·
128,0: Fouches ·
132,7: Stockem ·
134,0: Viville ·
135,8: Aarlen ·
137,6: Weyler ·
140,3: Autelbas ·
142,6: Barnich ·
145,5: Sterpenich